# Brassaiopsis tripteris
Brassaiopsis tripteris är en araliaväxtart som först beskrevs av H.Lév., och fick sitt nu gällande namn av Alfred Rehder. Brassaiopsis tripteris ingår i släktet Brassaiopsis och familjen Araliaceae. Inga underarter finns listade.